# قراءة بطيئة
القراءة البطيئة هي التخفيض المقصود في سرعة القراءة، بغرض زيادة الاستيعاب أو الاستمتاع.
يبدو أن المبدأ قد نشأ في دراسة الفلسفة والأدب كوسيلة لاستيعاب النصوص المعقدة وإدراكها بشكل كامل. مؤخرًا، أصبح هناك اهتمام متزايد بالقراءة البطيئة كنتيجة للحركة البطيئة وتركيزها على إبطاء إيقاع الحياة الحديثة.

## المصطلحات المرتبطة
يُشار أحيانًا لاستخدام القراءة البطيئة في النقد الأدبي بالقراءة الدقيقة. بالإضافة إلى مصطلح «القراءة العميقة» الأقل استخدامًا. تتناقض القراءة البطيئة مع القراءة السريعة التي تشمل أساليب تعمل على زيادة معدل القراءة دون التأثير سلبًا على الاستيعاب، كما تتناقض مع التصفح الذي يوظف الإشارات البصرية في الصفحة لزيادة سرعة القراءة.[بحاجة لمصدر]

## الفلسفة والأدب
يبدو أن أول الأدلة التي أشارت إلى القراءة البطيئة كانت في تقديم نيتشه لكتاب الفجر1887: «لم يكن عملي كفقيه لغوي بلا فائدة،  بل ربما أني لازلت فقيها لغويًا، وأقصد بذلك أني معلم للقراءة البطيئة»
ذكر بيركيرتس في كتابه، مرثيات جوتينبيرج: «القراءة، لأننا نتحكم فيها، يمكن تطويعها لحاجاتنا وإيقاعاتنا. نحن أحرار في الإفراط في الاندفاع الذاتي الترابطي الخاص بنا؛ المصطلح الذي ابتكرته من أجل ذلك هو القراءة العميقة: الاستغراق البطيء والتأملي في الكتاب». كرر أيضًا بولمان ما أكد بيركيرتس عليه من حيث أهمية التحكم الشخصي في سرعة القراءة، والذي أضاف أن التحكم في سرعة القراءة هو أحد أشكال الحرية الشخصية، ويطور تقدير الديمقراطية. ذكر أيضًا بوستمان رأيًا مماثلًا، إذ سجل شخصية المواطن العادي في القرن التاسع عشر، وهو عقل يمكنه الاستماع لمدة ساعات دون توقف إلى الخطب السياسية التي تتشكل من النصوص الثقافية المفضلة. نبه بوستمان إلى أن قراءة الكتب لها أهمية في تطوير التفكير النسبي والبصيرة السياسية.
كشف ليندساي ووترز، رئيس تحرير قسم الإنسانيات في دار نشر جامعة هارفارد عن أزمة في القراءة حول العالم تنتج من اندفاع العالم نحو الإنتاجية. كما أكد أن الأطفال الصغار يتعلمون أن يقرؤوا أسرع متجاوزين الصوتيات والرسم التخطيطي للجمل، واختتم بأن أولئك الأطفال لن يكبروا ليصبحوا قارئين لميلتون. كما توقع نهاية الدرجات العلمية في الأدب الإنجليزي. «هناك بعض التشابه بين طريقة القراءة التي تركز بشكل أساسي على الحد الأدنى من معنى القصة في رواية، وبين التأكيد الاقتصادي على الحد الأدنى الذي يجعل مصنعي السيارات يسرّعون خطوط التجميع». نصح بإعادة النظر في الوقت في القراءة: «الإجبار الشديد هو تسريع كل شيء، ولكن ربما يكون هناك بعض الفائدة في إبطاء الأشياء. يجرب الناس الأكل ببطء. لم لا نقرأ ببطء؟ »

## الحركة البطيئة
ناقش كارل أونوريه، محامي الحركة البطيئة، القراءة البطيئة في كتابه في مدح البطء. فهو يوصي بالقراءة البطيئة كواحدة من العديد من الأنشطة لإبطاء الإيقاع السريع للحياة الحديثة. تشير لاورا سيسي إلى أن التوافر المتزايد لتقنيات الاتصال الفورية، مثل الرسائل النصية والتواصل الاجتماعي مثل فيسبوك وتويتر، ربما يكون مساهمًا في انحدار القراءة البطيئة.
في 2008، أسس الروائي أليكساندر أولتشوفسكي حركة الكتاب البطيء لدعم أنشطة القراءة المرتبطة بالحركة البطيئة، بما يشمل قراءة المواد الخفيفة في إيقاع مسترخٍ بغرض الاستمتاع، وقراءة المواد المعقدة ببطء بغرض التدبر، وقراءة المواد ذات الاهتمام المحلي من الكتاب المحليين، وبناء مجتمعات حول المكتبات المحلية وأحداث القراءة.